# Петерс, Карл Карлович
Карл-Александр Карлович Петерс (1824—1895) — российский государственный деятель, правовед, сенатор. Действительный тайный советник (1885).

## Биография
В службе  классном чине с 1845 года после окончания Императорского Училища Правоведения. С 1858 года коллежский советник, начальник Отделения Министерства юстиции.
На 1862 год статский советник, вице-директор а с 1865 года директор Департамента народного просвещения Министерства народного просвещения. В 1862 году произведён в действительные статские советники, в 1864 году  в тайные советники.
С 1868 года сенатор присутствующий и первоприсутствующий в Уголовно-Кассационном департаменте Правительствующего сената. 
В 1877 году председатель суда на процессе 50-ти против революционеров.
В 1885 году произведён в действительные тайные советники.
Был награждён всеми российскими орденами вплоть до ордена Святого Александра Невского пожалованные ему в 1878 году.
Скончался 6 (18) февраля 1895 года в Ялте (Крым). Погребён там же, в Иоанно-Златоустовском соборе. 